# Aloe striatula
Aloe striatula es una especie de planta suculenta de la familia Xanthorrhoeaceae. Es endémico de Sudáfrica y Lesoto.

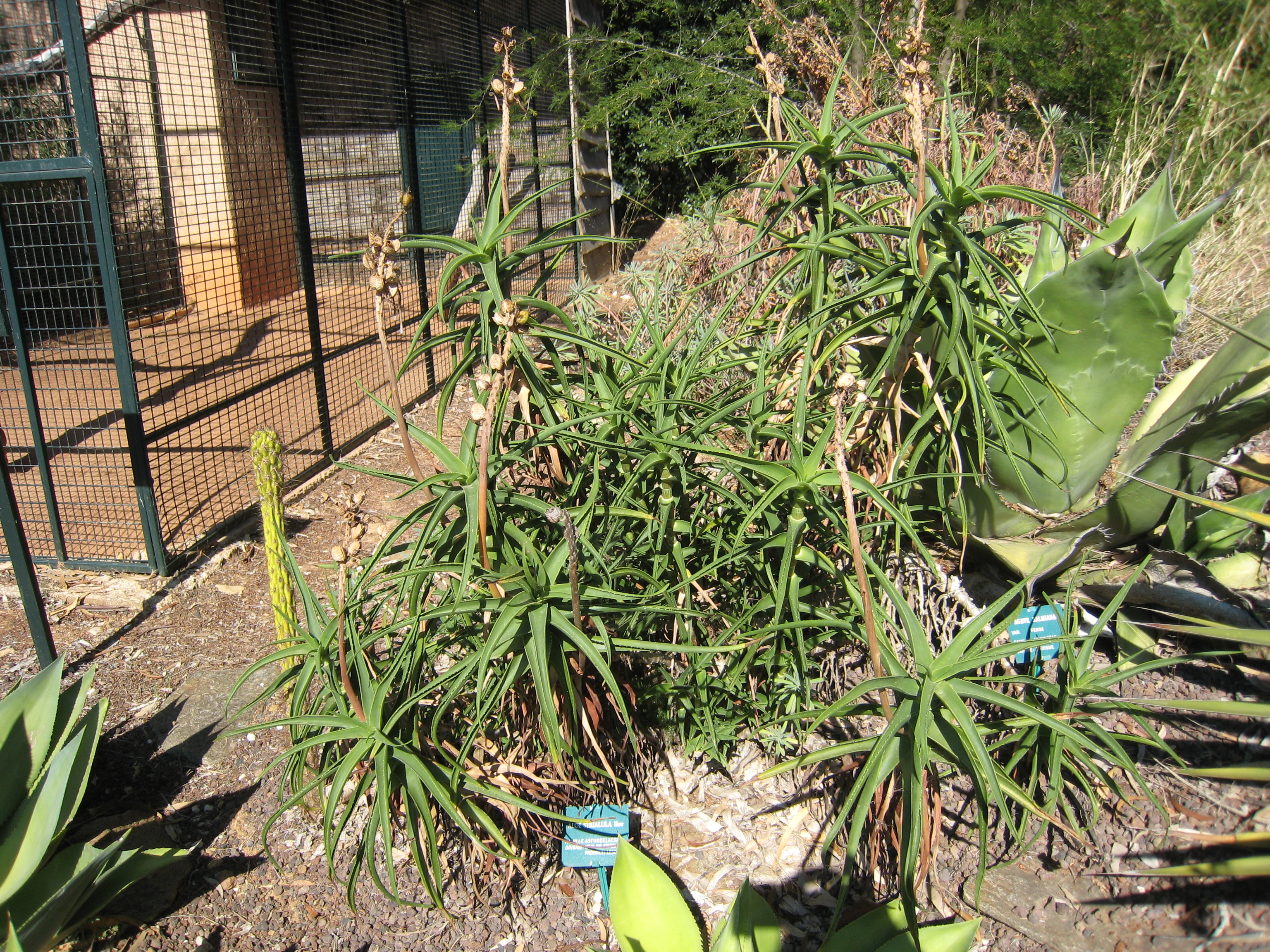
Vista de la planta

## Descripción
Es un arbusto que alcanza los 2 metros de altura y varios metros de ancho. Los tallos tienen 2 cm de diámetro. Las hojas son alargadas, carnosas, recurvadas con los márgenes armados de dientes blancos. Las inflorescencias se encuentran en  racimos con flores tubulares suavemente curvadas de color amarilla en la cima de un tallo floral.

## Taxonomía
Aloe striatula fue descrita por Adrian Hardy Haworth y publicado en Philosophical Magazine and Journal 67: 281, en el año 1825.
Etimología
Ver: Aloe
striatula: epíteto latino que significa "con estrías".
Sinonimia
- Aloe aurantiaca Baker
- Aloe cascadensis Kuntze
- Aloe macowanii Baker
- Aloe striatula var. striatula
- Aloe subinermis Lem.[5]